# Province centrale (Zambie)
Pour les articles homonymes, voir Province centrale.
La Province centrale est l'une des dix provinces de la Zambie. Sa capitale est Kabwe, qui abrite le rocher d'autorité de Mulungushi. Elle possède une superficie de 94 394 km. Elle est bordée par huit autres provinces et compte onze districts. La première mine de la région a été ouverte en 1905, faisant de la ville de Broken Hill la première ville minière. En 1966, le nom de la ville est revenu à son nom autochtone - Kabwe (Kabwe-Ka Mukuba) qui signifie « minerai » ou « fusion ».
En 2010, la province centrale comptait 1 012 257 habitants, soit 10,05 % de la population totale de la Zambie. Le taux d'alphabétisation était de 70,90 % contre une moyenne nationale de 70,2 %. Le bemba était la langue la plus parlée, avec 31,80 % de la population parlant cette langue, et le Lala était le peuple majoritaire de la province, avec 20,3 % de la population. La province centrale occupe 20,64 % de la superficie totale des terres cultivées en Zambie et contribue à 23,85 % de la production agricole totale du pays, le blé étant la principale culture.
Le festival Ikubi Lya Loongo en juillet et le festival Ichibwela Mushi en septembre sont les principaux festivals célébrés dans la province. Le parc national de Kafue, le plus grand du pays, est partagé avec les provinces méridionale et du nord-ouest, et d'autres zones naturelles comprennent le parc national de Blue Lagoon, le parc national de Kasanka, les zones humides de Bangweulu, le parc national de South Luangwa, les vallées fluviales Lunsemfwa et Lukusashi et le marais de Lukanga.

## Histoire
La Province centrale est considérée comme le berceau du mouvement national de la Zambie. Le Parti uni de l'indépendance nationale (UNIP) a été fondé à Kabwe par Kenneth Kaunda, qui devint plus tard le premier président de la Zambie et demeura au pouvoir de 1964 à 1991. La capitale de la province est Kabwe, où se trouve le rocher d'autorité de Mulungushi. Il s'agit d'un site historique, d'une colline isolée au sommet plat, où, en 1960, l'UNIP s'est réunie pour la première fois. Il est toujours utilisé pour des rassemblements politiques, mais les assemblées en plein air ont été remplacées par un centre de conférences construit à proximité de l'université Mulungushi. La rivière Mulungushi donne son nom à de nombreuses politiques, bâtiments et organisations historiques. La Déclaration Mulungushi de 1968 a proclamé la politique nation socialiste du pays. Mulungushi Hall, dans la capitale, est le lieu de la plupart des conventions internationales.

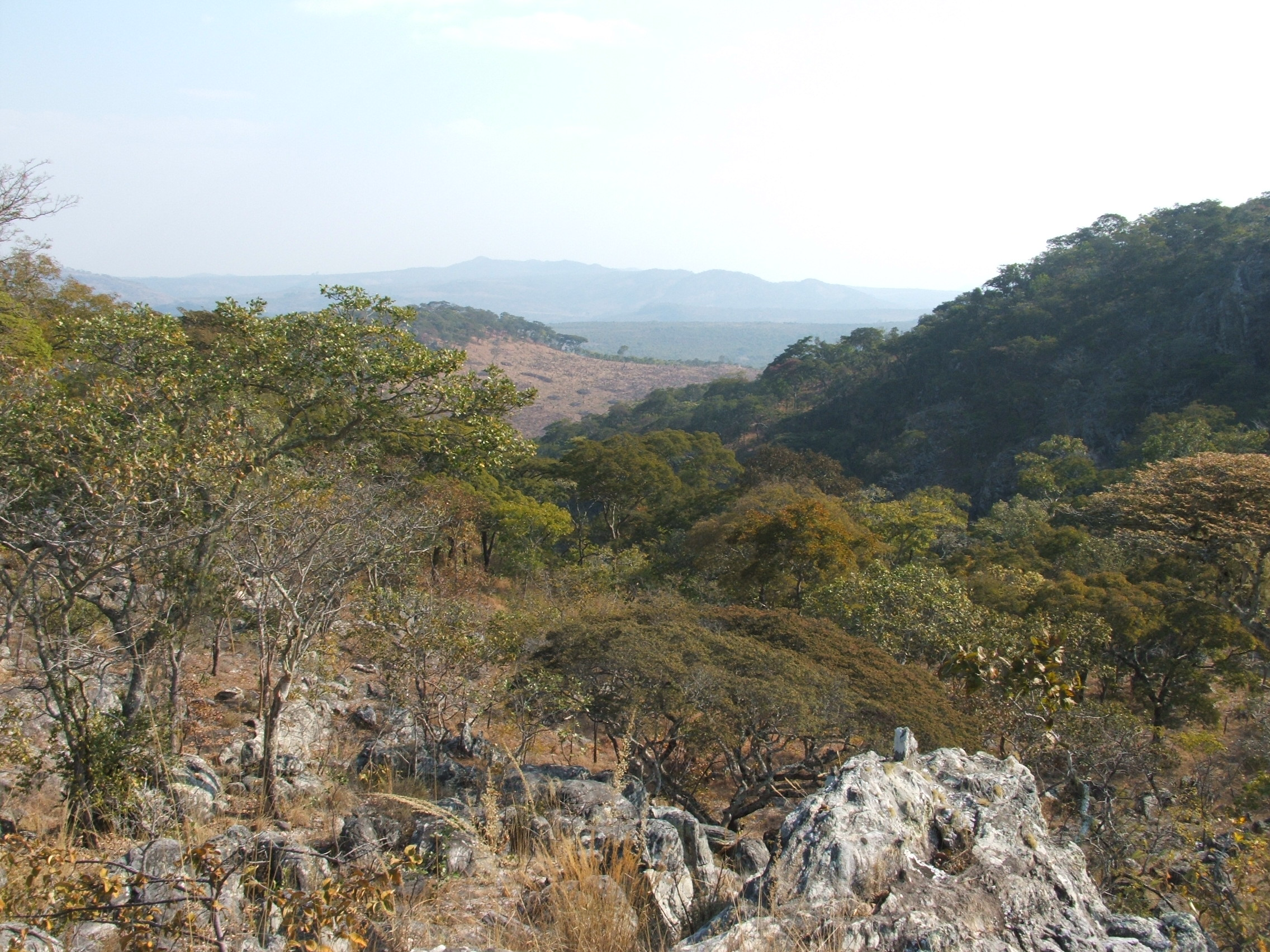
Chutes de Kundalila.

En 2013, le district de Chisamba, auparavant une partie du district de Chibombo, a été déclarée district à part entière par le président Michael Sata. En 2015, Ngabwe, auparavant une partie du district de Kapiri Mposhi, a été déclarée district à part entière, avec la proposition de l'ancien ministre de l'Infrastructure Lucky Mulusa d'en faire la nouvelle capitale de la Zambie,. En 2012, le président Michael Sata propose de transférer le district d'Itezhi-Tezhi de la province méridionale à la Province centrale, ce qui a finalement été fait et en février 2018, le président Edgar Lungu transfère le district de Shibuyunji de la province de Lusaka à la Province centrale. Le district de Chitambo a également été créé par la scission du district de Serenje en 2012 et le district de Luano a également été créé par la scission du district de Mkushi en 2012. 
L'ajout des districts de Chisamba, de Ngabwe, d'Itezhi-Tezhi, de Shibuyunji, de Luano et de Chitambo aux districts d'origine porte le total à 12 districts en 2018. Le 17 novembre 2021, le président Hakainde Hichilema a officiellement déclaré le district d'Itezhi-Tezhi comme faisant partie de la province du Sud (qui ne fait plus partie de la Province centrale), rendant ainsi le district à sa province d'origine. À compter de 2022, la Province centrale compte 11 districts.

## Géographie
La province centrale possède une superficie de 94 394 km et partage une frontière avec huit autres provinces. La superficie forestière totale de la province est de 9 095 566 ha (22 475 630 acres). La province possède un parc national et trois zones de gestion du gibier. La province compte six districts. La province dispose d'un sol fertile propice à la culture du coton et du maïs. Le Fonds monétaire international a identifié le marais de Lukanga comme un endroit potentiel pour une industrie de la pêche. On trouve des métaux précieux dans la région de Mkushi, de l'or à Mumbwa et du charbon à Kapiri Mposhi,. Le marais de Lukanga est un marais permanent qui couvre 1 850 km2 aux embouchures et le long des rivières Lukanga et Kafue. Il contient de nombreuses lagunes comme le lac Chiposhye et le lac Suye. TAZARA, la ligne de chemin de fer Tanzanie-Zambie, possède un important terminal dans la ville. Il assure la connectivité au port en Tanzanie, à partir de la Zambie.

## Démographie
Selon le recensement zambien de 2010, la Province centrale comptait 1 012 257 habitants, soit 10,05 % de la population zambienne totale .

## Administration
La province est dirigée par un ministre nommé par le président et il y a des ministères du gouvernement central dans chaque province. Le chef administratif de la province est le secrétaire permanent, nommé par le président. Il y a un secrétaire permanent adjoint, des chefs de département et des fonctionnaires au niveau provincial. La province centrale est divisée en onze districts:
- District de Chibombo
- District de Chisamba
- District de Chitambo
- District de Kabwe
- District de Kapiri Mposhi
- District de Luano
- District de Mkushi
- District de Mumbwa
- District de Ngabwe
- District de Serenje
- District de Shibuyunji

Tous les quartiers généraux de district possèdent les noms noms que les districts. La province compte onze conseils, dont chacun est dirigé par un représentant élu, appelé conseiller. Le mandat de chaque conseiller est de trois ans. Le personnel administratif du conseil est choisi parmi les membres de la Commission des services de l'administration locale à l'intérieur ou à l'extérieur du district. Le bureau du gouvernement provincial se trouve dans chacun des quartiers généraux de district et compte des fonctionnaires provinciaux et des vérificateurs des administrations locales. Chaque conseil est chargé de lever et de percevoir les impôts locaux et les budgets du conseil sont vérifiés et présentés chaque année après le budget annuel. Les membres élus du conseil ne perçoivent pas de salaire, mais reçoivent des allocations du conseil. La province centrale est essentiellement rurale et il n'y a donc ni ville ni conseil municipal. Le gouvernement prévoit 63 fonctions différentes pour les conseils, dont la plupart sont la gestion des infrastructures et l'administration locale. Les conseils ont pour mandat d'entretenir chacun de leurs centres communautaires, zoos, parcs locaux, réseaux de drainage, terrains de jeux, cimetières, emplacements de caravanes, bibliothèques, musées et galeries d'art. Ils collaborent également avec des ministères spécifiques pour aider à l'agriculture, à la conservation des ressources naturelles, à la prestation de services postaux et à l'établissement et à l'entretien d'hôpitaux, d'écoles et Les conseils élaborent des programmes qui encouragent la participation communautaire.

## Économie et société
En 2014, 6 853 (59,2 %) des 11 576 candidats avaient obtenu un certificat d'études complètes (l'examen de 12e année). Le taux de chômage était de 10 % et celui des jeunes de 14,2 % en 2016. Selon l'enquête Living Condition Monitoring de 2015, le paludisme était la maladie la plus répandue et représentait 14,3 % des décès signalés. La prévalence du VIH dans la province en 2013-2014 était de 12,5 % dans l'ensemble, 14,8 % chez les femmes et 9,8 % chez les hommes.
La superficie totale des cultures plantées en 2014 dans la province était de 391 593,23 hectares, ce qui représentait 20,64% de la superficie totale cultivée en Zambie. La production nette s'est élevée à 971 484 tonnes, soit 23,85 % de la production agricole totale du pays. Le blé était la principale culture de la province, avec 99 758 tonnes, soit 49,51 % de la production nationale. En août 2017, le taux d'inflation annuel de la province s'établissait à 7,2 % contre un taux national de 6,3 %, et la contribution provinciale à l'inflation nationale au cours de la même période était de 0,8.